# Dicranota subflammatra
Dicranota subflammatra är en tvåvingeart som beskrevs av Starý 1998. Dicranota subflammatra ingår i släktet Dicranota och familjen hårögonharkrankar. Inga underarter finns listade i Catalogue of Life.